# 巴朗通
巴朗通（法語：Barenton，法語發音：[baʁɑ̃tɔ̃]）是法国芒什省的一个市镇，位于该省东南部，属于阿夫朗什区。

## 地理
巴朗通（48°35'57"N, 0°49'55"W）面积34.88 平方千米，位于法国诺曼底大区芒什省，该省份为法国西北部沿海省份，西、北、东北三面环大西洋，东起顺时针与卡爾瓦多斯省、奧恩省、马耶讷省和伊勒-维莱讷省接壤。
与巴朗通接壤的市镇（或旧市镇、城区）包括：热尔、圣克莱芒-朗库德赖、圣西尔迪巴约勒、圣乔治德鲁埃莱、勒泰约勒、莫尔坦博卡日。

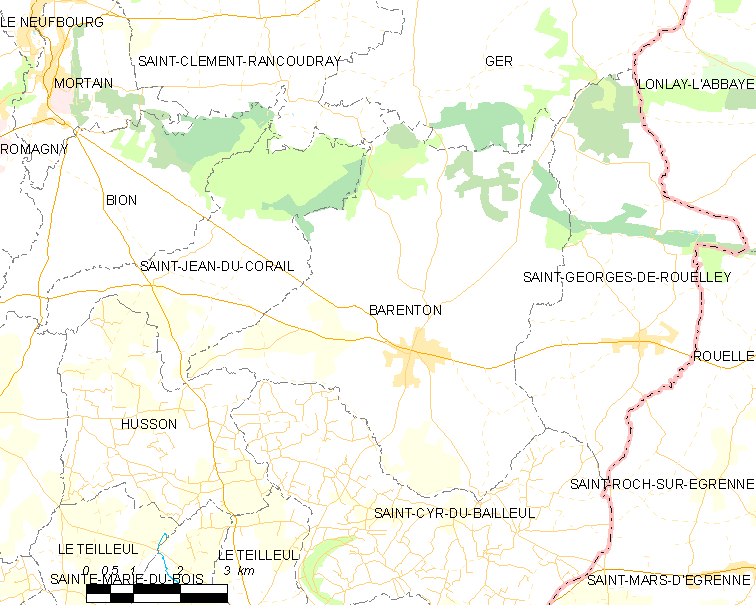
巴朗通的OSM定位图

巴朗通的时区为UTC+01:00、UTC+02:00（夏令时）。

## 行政
巴朗通的邮政编码为50720，INSEE市镇编码为50029。

## 政治
巴朗通所属的省级选区为勒莫尔泰奈县。

## 人口

1962-2008年间巴朗通人口变化图示

巴朗通于2022年1月1日时的人口数量为1166人。